# SN 2008ja
SN 2008ja – supernowa typu IIn odkryta 1 lipca 2008 roku w galaktyce A234412+0752. W momencie odkrycia miała maksymalną jasność 20,10m.